# 銜環棋
銜環棋（Sabin Rains），是由突圍棋作者Dan Troyka在2001年推出的兩人遊戲，基於黑白棋的變體。

銜環棋棋盤

## 棋具
- 採用5*5*5的六角格棋盤。
- 棋子用黑白棋，每方枚數等於棋格總數一半。

## 規則
- 弧：在一個六角格的周鄰格上的連續棋串。

- 每方輪流下一子在空棋格，周鄰必須至少有一個空格。
  - 造成敵棋與己棋成為弧，並且其中兩端為己棋，中間皆為敵棋，將該些敵棋都翻成己方顏色面。
- 一方無法下棋時，遊戲結束，子多者勝[2]。

## 外部連結
- 遊戲介紹 （页面存档备份，存于）
- 遊戲下載 （页面存档备份，存于）